# MT-208
MT-208 é uma rodovia brasileira que liga os municípios de Nova Guarita, Carlinda, Alta Floresta, Nova Monte Verde, Nova Bandeirantes, Cotriguaçu, Juruena e Aripuanã .
Percorre cerca de 590 km entre Terra Nova do Norte e Colniza sendo uma das rodovias estaduais mais movimentadas do estado de Mato Grosso, pois é a principal rodovia de integração entre o extremo norte e noroeste mato-grossense. 
Mesmo que esteja em estado critico em muitos pontos, a rodovia MT-208 escoa boa parte da produção de carne e grãos do estado.
Em outubro de 2019, foi intertidada na ponte sobre o Rio Loreto.